# All Systems Go
All Systems Go es un disco realizado por el grupo de hard rock Vinnie Vincent Invasion en el año de 1988. Va acompañado de dos videos musicales, el primero llamado "Love Kills", este tema apareció en la película "A Nightmare on Elm Street, The Dream Master" que apareció en el mismo año. El segundo video "That Time Of Year" fue considerado como la mejor canción del álbum. Cabe mencionar que este fue el último disco de la banda ya que Dana Strum y Mark Slaughter formarían otro grupo llamado Slaughter y Bobby Rock se fuera a otro grupo llamado Nitro. En el disco aparecen 2 canciones que se pusieron como bonus, que son realmente solos "The Meltdown" y "Ya Know" - I'm Pretty Shot.

## Información del álbum
Los sencillos "That Time of Year" y "Love Kills" son 2 de las 4 canciones de Vinnie Vincent Invasion incluidas en el álbum tributo de 2008 KISS MY ANKH: A Tribute To Vinnie Vincent . "That Time of Year" presenta a Sheldon Tarsha de Adler's Appetite , Ryan Roxie de la banda de Alice Cooper , Marko Pukkila de Altaria y Troy Patrick Farrell de White Lion . "Love Kills" fue grabada por Vic Rivera y Kelli McCloud. [4]
En la versión en CD remasterizada de 2003 publicada por Chrysalis Records fabricada por EMI / Capitol Records, el tiempo de ejecución de "Love Kills" es 4:36. Varias partes del solo de Vinnie, así como incluso algunos versos, se han acortado recortando un par de compases de música o líneas de letras.

## Recepción
All Systems Go alcanzó el puesto 64 en el Billboard 200. Dos sencillos del álbum, "Love Kills" y "That Time of Year", fueron lanzados con videos musicales. "Love Kills" apareció en la banda sonora de A Nightmare on Elm Street 4: The Dream Master . MTV organizó una hora completa para la película A Nightmare on Elm Street 4: The Dream Master, que contó con Robert Englund como Freddy Krueger y el invitado Vinnie Vincent promocionando el video musical. Sin embargo, parece que si bien la canción todavía está en la película, los lanzamientos posteriores de Dream Masteren VHS y DVD, la canción ha bajado un poco en comparación con otras canciones de la película y canciones de otras películas de la serie Nightmare on Elm Street . Una tercera pista del álbum, "Ashes to Ashes" recibió algo de difusión por radio.

## Lista de canciones
Canciones decritas por Vinnie Vincent.
| N.º | Título              | Duración |  |
| 1.  | «Ashes to Ashes»    | 5:05     |  |
| 2.  | «Dirty Rhythm»      | 3:38     |  |
| 3.  | «Love Kills»        | 5:36     |  |
| 4.  | «Naughty Naughty»   | 3:30     |  |
| 5.  | «Burn»              | 4:38     |  |
| 6.  | «Let Freedom Rock»  | 4:44     |  |
| 7.  | «That Time of Year» | 4:11     |  |
| 8.  | «Heavy Pettin'»     | 4:38     |  |
| 9.  | «Ecstasy»           | 4:40     |  |
| 10. | «Deeper and Deeper» | 3:55     |  |
| 11. | «Breakout»          | 4:01     |  |

| Compact Disc Bonus Tracks |                                            |          |  |
| N.º                       | Título                                     | Duración |  |
| 12.                       | «The Meltdown» (instrumental)              | 2:01     |  |
| 13.                       | «'Ya Know' I'm Pretty Shot» (instrumental) | 4:07     |  |

## Integrantes
- Vinnie Vincent: Guitarra, Coros.
- Dana Strum: Bajo, Coros, Guitarra.
- Bobby Rock: Batería, Coros.
- Mark Slaughter: Voz.

## Personal adicional
- Jeff Scott Soto - coros